# Aleksey Tolstoy
Die Aleksey Tolstoy (russisch Алексей Толстой) ist ein Flusskreuzfahrtschiff, das im September 1954 in der DDR auf der VEB Mathias-Thesen-Werft in Wismar gebaut wurde und zur Rodina-Klasse, Projekt 588, (in Wismar jedoch Projekt-Tschkalow, nach dem ersten Schiff der Baureihe, genannt), deutsche Bezeichnung BiFa Typ A (Binnenfahrgastschiff Typ A), gehört.

## Beschreibung
Das Flusskreuzfahrtschiff mit drei Passagierdecks wurde im September 1954 als N. Gastello für die Wolschskoje Objedinjonnoje Retschnoje Parochodstwo (Vereinigte Wolga-Flussreederei) in Gorki gebaut. Es gehört zu einer 1954 bis 1961 hergestellten Baureihe von 49 Schiffen der Rodina-Klasse. Das Schiff verfügt über einen dieselelektrischen Antrieb mit drei Hauptmotoren. Im Mai 2007 wurde die N. Gastello nach dem russischen Schriftsteller Alexei Tolstoi umbenannt und wechselte ihr Heimathafen Nischni Nowgorod gegen Samara. 2007–2013 wurde das Schiff auf der Strecke Samara–Astrachan für inländische Reisende eingesetzt.

## Ausstattung
An Bord befinden sich ein Restaurant, drei Bars, Veranstaltungsraum und Musiksalon.